# Личково
Личково — деревня в Великолукском районе Псковской области России. Входит в состав Лычёвской волости.

## География
Расположена в 12 км к югу от центра города Великие Луки.

## Население
| 2001 | 2002 | 2010 |
| ---- | ---- | ---- |
| 34   | ↗35  | ↗45  |

Численность населения деревни по состоянию на начало 2001 года составила 34 жителя.